# دون مارتن (صحفي)
دون مارتن هو صحفي كندي، ولد في 12 سبتمبر 1956.